# Lidgerwood (Dakota del Norte)
Lidgerwood es una ciudad ubicada en el condado de Richland en el estado estadounidense de Dakota del Norte. En el censo de 2010 tenía una población de 652 habitantes y una densidad poblacional de 380,85 personas por km².

## Geografía
Lidgerwood se encuentra ubicada en las coordenadas 46°4′25″N 97°8′42″O / 46.07361, -97.14500. Según la Oficina del Censo de los Estados Unidos, Lidgerwood tiene una superficie total de 1.71 km², de la cual 1.71 km² corresponden a tierra firme y (0%) 0 km² es agua.

## Demografía
Según el censo de 2010, había 652 personas residiendo en Lidgerwood. La densidad de población era de 380,85 hab./km². De los 652 habitantes, Lidgerwood estaba compuesto por el 97.55% blancos, el 0% eran afroamericanos, el 1.99% eran amerindios, el 0% eran asiáticos, el 0% eran isleños del Pacífico, el 0% eran de otras razas y el 0.46% pertenecían a dos o más razas. Del total de la población el 0.92% eran hispanos o latinos de cualquier raza.